# Ermigo Pais de Matos
Ermigo Pais de Matos (1220 -?) foi um Cavaleiro medieval do Reino de Portugal, foi Senhor da Quinta de Matos, do lugar de Amaral e da Quinta do mesmo nome , Honra de Sirqueirose Honra de Ferreiros. Foi também Senhor da Terra de Cardoso e da Quinta de Cardoso.

## Relações familiares
Foi filho de Paio Viegas (1190 -?) e de Aldara. Casou com Mécia Soeiro Cardoso de quem teve:
1. Paio Ermigues de Matos (1240 -?) casou com Urraca Lopes.
2. Vasco Ermigues Cardoso (1255 -?).
3. Afonso Ermigues do Amaral (1245 -?).Senhor da Quinta dos AmaraL e Honra de  Sirqueiros e Matos em São Cipriano;Viseu,PortugaL.
4. Teresa Afonso do Amaral (1235 -?) casou com Estevão Anes, Alcaide-mór da Covilhã.